# Martino su Marte
Martino su Marte è un libro per ragazzi scritto da Andrea Valente e dall'astronauta Umberto Guidoni.
Martino su Marte nasce dall'idea di narrare la scienza senza limitarsi a spiegarla. Il racconto fantasioso di Andrea Valente, autore anche delle illustrazioni, porta Martino, un bambino come tanti, e lo Zioguido (tutto attaccato) a intraprendere un viaggio verso Marte a bordo della fantascientifica Astropanda. Tra incontri ravvicinati con alieni o cosmonauti in missione, una sosta sulla Luna o sulla Stazione Spaziale Internazionale, la narrazione di fantasia è accompagnata, pagina dopo pagina, da numerose pillole scientifiche scritte da Umberto Guidoni, che aggiustano il racconto e lo arricchiscono di curiosità, rendendolo scientificamente corretto.

## Edizioni
- Andrea Valente e Umberto Guidoni, Martino su Marte, Romanzi di scienza, Editoriale scienza, 2007,  p. 96, ISBN 978-88-7307-357-4.